# Panagia (Aristotelis)
Panagia (griechisch Παναγία, (f. sg.); offizielle Bezeichnung Dimotiki Enotita Panagias, Δημοτική Ενότητα Παναγίας) ist ein Gemeindebezirk der 2011 gebildeten Gemeinde Aristotelis im Osten der Halbinsel Chalkidiki in der griechischen Region Zentralmakedonien. Panagia entstand 1997 der griechischen Kommunalverwaltungsreform Schedio Kapodistrias 1997 durch die Zusammenlegung der zuvor eigenständigen Gemeinden Megali Panagia, Pyrgadikia und Gomati.
Zur Gliederung in Ortschaften und Siedlungen siehe Aristotelis#Gemeindegliederung.